# Бибер, Генрих Игнац Франц фон
Генрих Игнац Франц фон Бибер (нем. Heinrich Ignaz Franz von Biber, 12 августа 1644, Страж под Ралскем (чеш. Stráž pod Ralskem), бывш. Вартенберг (нем. Wartenberg), ныне Чехия — 3 мая 1704, Зальцбург) — австрийский композитор и скрипач. Чех по происхождению, Бибер работал в Моравии (Кромержиж) и в Австрии (Зальцбург).

## Биография
С большой вероятностью, учился у И.Г. Шмельцера. В 1660-х годах — музыкант на службе у князя-епископа Оломоуцкого. Около 1670 поступил в придворную капеллу Зальцбурга, с 1684 — капельмейстер. Один из самых виртуозных скрипачей своего времени, что сказалось в его скрипичных сонатах, где встречаются труднейшие пассажи, использована скордатура — изменение обычной настройки струн и т. п. Бибер выступал в Вене при императорском дворе, в 1690 году указом императора возведён в дворянское достоинство. 

## Творчество

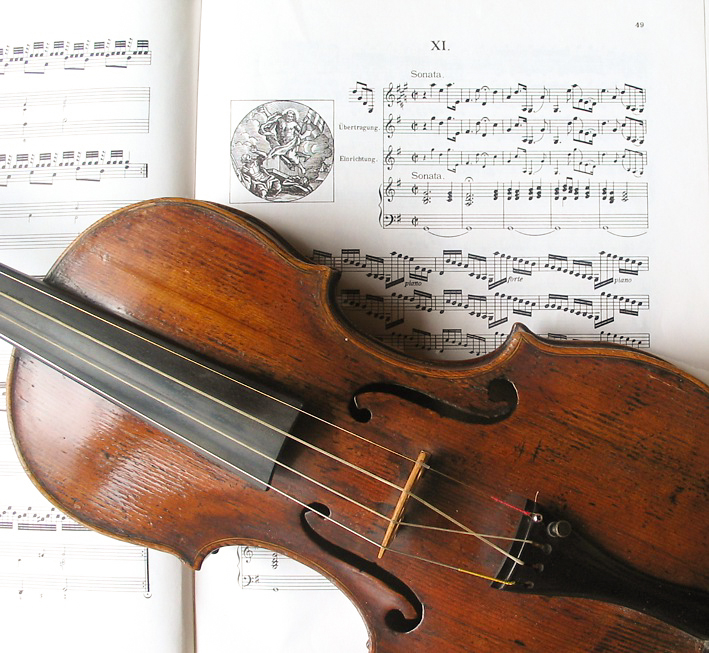
Скрипка на фоне нот одиннадцатой сонаты из цикла «Розарий»

Бибер наиболее известен как автор программного цикла «Розарий» (Rosenkranzsonaten; ок.1676), состоящего из 15 небольших скрипичных сонат и Пассакалии. Основу цикла составляют 15 евангельских событий. Техническая особенность цикла — использование скрипичной скордатуры.
Рождественский цикл

1-я соната — Благовещение (ре минор; без скордатуры)

2-я соната — Встреча Марии с Елизаветой (ля мажор; строй ля-ми-ля-ми)

3 — Рождество Христово (си минор; си-фа#-си-ре)

4 — Сретение (ре минор; ля-ре-ля-ре)

5 — 12-летний Иисус в храме (Auffindung im Tempel; ля мажор; ля-ми-ля-до#)
Страстной цикл

6 — Моление о чаше (до минор; ля бемоль—ми бемоль-соль-ре)

7 — Бичевание (фа мажор; до-фа-ля-до)

8 — Венчание терновым венцом (до мажор; ре-фа-си бемоль-ре)

9 — Несение Креста (ля минор; до-ми-ля-ми)

10 — Распятие (строй соль-ре-ля-ре)
Славный цикл

11 — Воскресение (строй соль-ре-соль-ре)

12 — Вознесение (до мажор; до-ми-соль-до)

13 — Сошествие Святого Духа (ре минор; ля-ми-до#-ми)

14 — Вознесение Девы Марии (ре мажор; ля-ми-ля-ре)

15 — Коронация Марии на небесах (до мажор; соль-до-соль-ре)
Завершает цикл сонат Пассакалия «Ангел-хранитель» (соль минор; без скордатуры). Ниже представлена настройка струн скрипки в каждой из сонат (для исполнения сонаты № 11 требуется поменять расположение второй и третьей струн, как это показано на фото справа):
Перу Бибера также принадлежат несколько сборников светских сонат, где проявило себя его тонкое чувство юмора. Например, в скрипичной сонате (фактически сюите) «Sonata representativa» (1669) части названы «Кукушка», «Лягушка», «Курица и петух», «Кошка», «Марш мушкетёров» и т. п. В них имитируются звуки, издаваемые этими живыми существами, причем весьма оригинально и смело. Игра на смычковых инструментах иногда ведется за «рабочей» поверхностью струны. Иногда между струнами и грифом на виолончели подкладывается лист бумаги, что придает ей особое звучание, как в «Битве» (Battalia), другой широко известной инструментальной сюите Бибера. Скрипичные партии в некоторых его сочинениях отличаются технической сложностью и требуют высокого профессионализма исполнителя.
Бибер — автор 10 месс, в том числе грандиозной 53-голосной «Зальцбургской мессы», которая долгое время приписывалась Орацио Беневоли (или Андреасу Хоферу), и двух заупокойных (f-moll и A-dur; более известен реквием A-dur). Среди прочей духовной музыки — мотеты (Salve Regina, Nisi Dominus, Stabat mater и др.), вечерни и литании.
Из опер Бибера (всего известно о трёх) сохранилась лишь одна — «Arminio, ossia Chi la dura la vince».

## Дискография
- Реквием à 15; Vesperae à 32 - Эльс Бонгерс, Энн Гримм, Кай Вессель, Питер де Гроот, Марсель Рейанс, Саймон Дэвис, Рене Стер, Кис-Ян де Конинг, Амстердамский барочный оркестр и хор, Тон Купман (Эрато, Франция, 1994)[11]
- Мисса Брюссель – Жорди Саваль, Концерт Наций, Королевская капелла Каталонии (Alia Vox 9808)[12]
- Баталия à 10; Реквием à 15 – Жорди Саваль, Королевская капелла Каталонии, Концерт наций (Alia Vox 9825)[13]
- Представительская соната для скрипки и континуо ля мажор, Заржаз, La Leggenda Del Block, Editio Seconda, Traite Pour Marbre Neon Harpe Et Voix (Basilcia Records BA 005)
- Mensa sonora и Sonata representiva, Рейнхард Гебель, Musica Antiqua Köln – Archiv Produktion (DG 423701)
- Сонаты Розария, Ричард Эгарр, Эндрю Манце, Элисон МакГилливрей (Harmonia Mundi - 907321)
- Пассакалия для альта соло , Аранжировка Марко Мишанья (Live); Марко Мишанья, альт (MM08)[14]